# فلش ولتاژ
فلش ولتاژ یا فرورفتگی ولتاژ (در مقابل برآمدگی ولتاژ) یا کمبود ولتاژ (در مقابل بیشبود ولتاژ) (به انگلیسی: voltage sag یا voltage dip) کاهش در دامنه ولتاژ مؤثر برای مدت کوتاه (نیم سیکل تا یک دقیقه) است که معمولاً به دلیل اتصال کوتاه، اضافه بار یا راه‌اندازی موتورهای الکتریکی در یک شبکه ایجاد می‌شود.
در فلش ولتاژ، مقدار مؤثر ولتاژ حداقل ۰٫۱ پریونیت و حداکثر ۰٫۹ پریونیت کاهش می‌یابد و ممکن است بین نیم سیکل تا یک دقیقه ادامه یابد. اگر مدت زمان فلش ولتاژ از نیم سیکل کمتر باشد، حالت گذرا و اگر بیشتر از یک دقیقه باشد کاهش ولتاژ رخ داده است. بعضی از مراجع مدت زمان رخ دادن فلش ولتاژ را حداکثر تا چند ثانیه در نظر می‌گیرند.
در مقابل فلش ولتاژ، برآمدگی ولتاژ (voltage swell) قرار دارد که افزایش لحظه‌ای ولتاژ بوده و در اثر خاموش یا خارج کردن یک بار بزرگ از سیستم رخ می‌دهد.

## عوامل فلش ولتاژ
رخ دادن فلش ولتاژ دلایل زیادی می‌تواند داشته باشد، از جمله:
- راه‌اندازی موتورهای الکتریکی به دلیل اینکه یک موتور الکتریکی در هنگام راه‌اندازی جریان بسیار بیشتری در مقایسه با کار کردن در سرعت نامی خود می‌کشد.[۳][۵]
- در صورت اتصال یافتن یک خط انتقال به زمین، تا زمانی که کلید حفاظتی عمل کند و اتصال را به طور کامل قطع کند، فلش ولتاژ به وجود خواهد آمد.[۳][۵]
- وقوع بعضی حوادث در خطوط انتقال مانند صاعقه یا برخورد یک جسم می‌تواند باعث اتصال یافتن خط به زمین و به سبب آن فلش ولتاژ شود.[۵]
- تغییرات ناگهانی بار یا اضافه کردن یک بار سنگین نیز از عوامل ایجاد فلش ولتاژ است.[۵]